# Alice's Wonderland
Alice's Wonderland är en amerikansk delvist animerad kortfilm från 1923 och är den första filmen i kortfilmsserien Alice Comedies.

## Om filmen
Filmen är den första i Alice Comedies-serien och den sista kortfilm som Walt Disney gjorde på sitt första företag Laugh-O-Gram Studio, innan det gick i konkurs.
Filmen visades ursprungligen internt i oktober 1923 för Margaret J. Winkler som Walt och brodern Roy signerade kontrakt med samma dag. Winkler's filmbolag kom sedan att distribuera flera av Disney's senare Alice-kortfilmer.
Filmen visades för allmänheten på bio den 29 september 1926, denna gång med titeln Alice in Slumberland och distribuerades av Pathé Exchange.
Filmen finns utgiven på DVD.

## Rollista
- Virginia Davis – Alice
- Walt Disney – sig själv
- Ub Iwerks – sig själv
- Rudolf Ising – sig själv
- Hugh Harman – sig själv
- Margaret Davis – Alice's mamma[6]